# Mongoliet i olympiska sommarspelen 1988
Mongoliet deltog i de olympiska sommarspelen 1988 med en trupp bestående av 13 deltagare, och totalt blev det en bronsmedalj.

## Boxning
| Nyamaa Altankhuyag      | Bantamvikt      |                         | Jablonski (POL) W 3:2 | Lowey (IRL) W 3:2   | Moolsan (THA) L 0:5   | Gick inte vidare     | Gick inte vidare | Gick inte vidare | Gick inte vidare |
| Tserendorj Amarjargal   | Fjädervikt      | Pagendam (CAN) L RSCH   | Gick inte vidare      | Gick inte vidare    | Gick inte vidare      | Gick inte vidare     | Gick inte vidare | Gick inte vidare | Gick inte vidare |
| Ochir Dembrel           | Lätt flugvikt   | Kuroiwa (JPN) W KOH     | M'jirih (MAR) L 2:3   | Gick inte vidare    | Gick inte vidare      | Gick inte vidare     | Gick inte vidare | Gick inte vidare | Gick inte vidare |
| Nerguy Enkhbat          | Lättvikt        |                         | Perez (VEN) W 5:0     | Turu (HUN) W RSCH   | Marjouane (MAR) W 5:0 | Cramme (SWE) · L 2:3 | Gick inte vidare | Gick inte vidare | Gick inte vidare |
| Khaidav Gantulga        | Weltervikt      |                         | Hamilton (JAM) W RSCH | Wangila (KEN) L RET | Gick inte vidare      | Gick inte vidare     | Gick inte vidare | Gick inte vidare |                  |
| Jaa Sodnomdar           | Lätt weltervikt | Suwanwichit (THA) W 3:2 | Odindo (UGA) W RSCH   | Kamau (KEN) W 5:0   | Gies (FRG) L 1:4      | Gick inte vidare     | Gick inte vidare |                  |                  |
| Tyeyen-Oidov Tserennyam | Flugvikt        | Kim (KOR) L RSCH        | Gick inte vidare      | Gick inte vidare    | Gick inte vidare      | Gick inte vidare     | Gick inte vidare | Gick inte vidare | Gick inte vidare |

## Bågskytte
| Idrottare                                            | Gren                  | Rankningsrunda | Rankningsrunda | Åttondelsfinal   | Åttondelsfinal   | Kvartsfinal      | Kvartsfinal      | Semifinal        | Semifinal        | Final            | Final            |
| Idrottare                                            | Gren                  | Poäng          | Placering      | Poäng            | Placering        | Poäng            | Placering        | Poäng            | Placering        | Poäng            | Placering        |
| ---------------------------------------------------- | --------------------- | -------------- | -------------- | ---------------- | ---------------- | ---------------- | ---------------- | ---------------- | ---------------- | ---------------- | ---------------- |
| Dorjsembee Erdenechimeg                              | Damernas individuella | 1193           | 46             | Gick inte vidare | Gick inte vidare | Gick inte vidare | Gick inte vidare | Gick inte vidare | Gick inte vidare | Gick inte vidare | Gick inte vidare |
| Sambuu Oyuntsetseg                                   | Damernas individuella | 1202           | 44             | Gick inte vidare | Gick inte vidare | Gick inte vidare | Gick inte vidare | Gick inte vidare | Gick inte vidare | Gick inte vidare | Gick inte vidare |
| Suvd Tuul                                            | Damernas individuella | 1231           | 24             | 290              | 24               | Gick inte vidare | Gick inte vidare | Gick inte vidare | Gick inte vidare | Gick inte vidare | Gick inte vidare |
| Dorjsembee Erdenechimeg Sambuu Oyuntsetseg Suvd Tuul | Damernas lagtävling   | 3626           | 12             |                  |                  |                  |                  | 912              | 12               | Gick inte vidare | Gick inte vidare |

## Judo
| Idrottare         | Gren                      | Sextondelsfinal           | Åttondelsfinal             | Kvartsfinal          | Semifinal            | Första återkvalsomgången | Återkval, kvartsfinal | Återkval, semifinal  | Final                |
| Idrottare         | Gren                      | Motståndare Resultat      | Motståndare Resultat       | Motståndare Resultat | Motståndare Resultat | Motståndare Resultat     | Motståndare Resultat  | Motståndare Resultat | Motståndare Resultat |
| ----------------- | ------------------------- | ------------------------- | -------------------------- | -------------------- | -------------------- | ------------------------ | --------------------- | -------------------- | -------------------- |
| Jamsran Dorjderem | Herrarnas lättvikt        | Rossers (AUS) W 1000-0000 | Petrikov (TCH) L 0000-0000 | Gick inte vidare     | Gick inte vidare     | Gick inte vidare         | Gick inte vidare      | Gick inte vidare     | Gick inte vidare     |
| Jambal Ganbold    | Herrarnas halv mellanvikt | Ayan (TUR) L 0000-1000    | Gick inte vidare           | Gick inte vidare     | Gick inte vidare     | Gick inte vidare         | Gick inte vidare      | Gick inte vidare     | Gick inte vidare     |
| Badrah Niamjav    | Herrarnas halv lättvikt   | Zhang (CHN) L 0000-0000   | Gick inte vidare           | Gick inte vidare     | Gick inte vidare     | Gick inte vidare         | Gick inte vidare      | Gick inte vidare     | Gick inte vidare     |